# Tortelloni

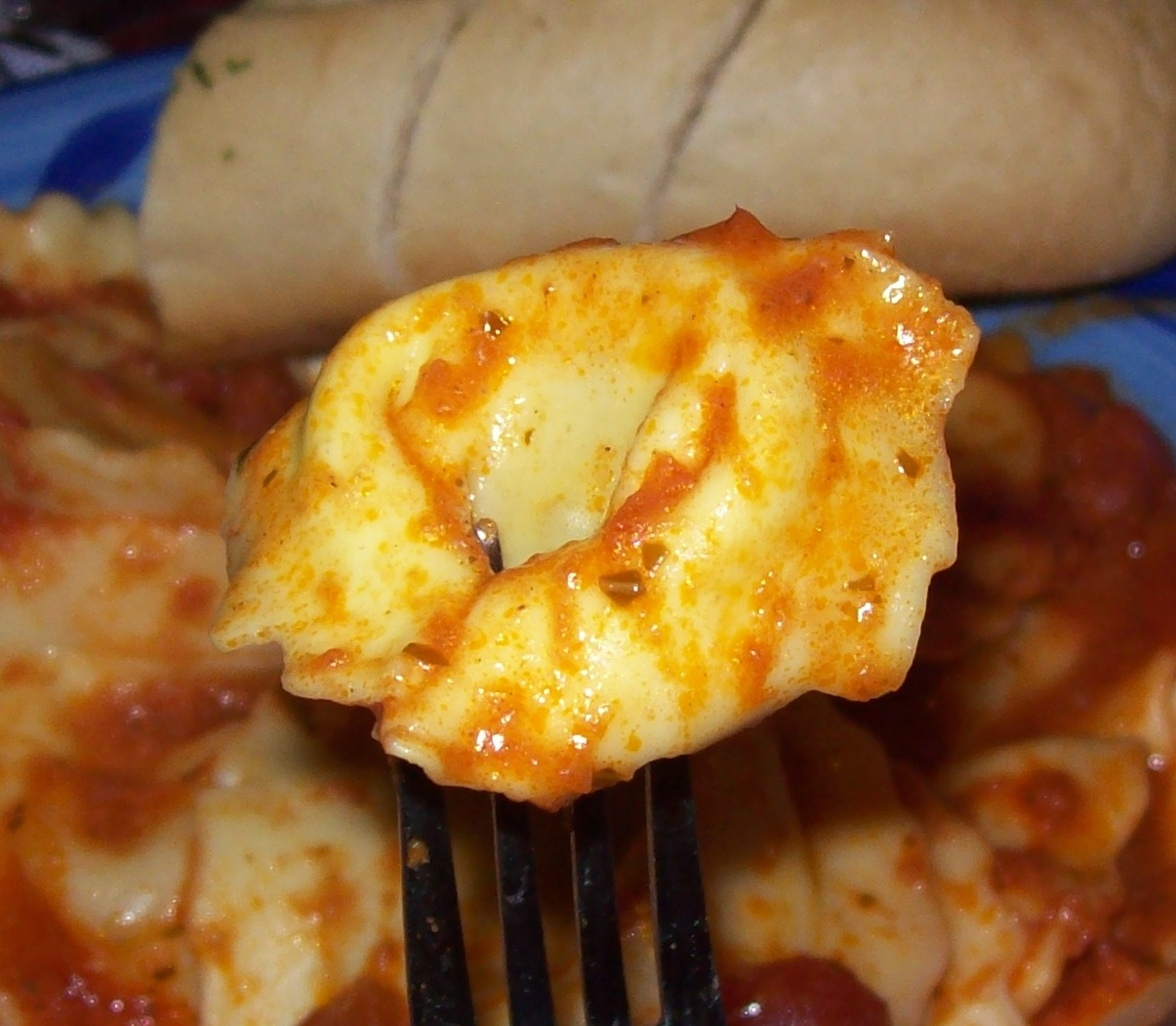
Tortelloni mit Tomatensauce

Tortelloni sind gefüllte Teigwaren aus Norditalien, die stark den Tortellini ähneln, aber größer sind. Meist werden sie mit Ricotta und Blattgemüse, etwa Spinat oder Petersilie, gefüllt. Die Füllung kann aber auch aus Fleisch (Kalbfleisch, Hühnerfleisch, Schweinefleisch oder Mortadella) und oft auch aus Parmesan bestehen.
Es gibt Varianten, bei denen das Gemüse durch Steinpilze oder Walnüsse ersetzt wird. Typisch für die Provinzen Ferrara, Reggio nell’Emilia und Mantua ist es, die Tortelloni mit einem Brei aus Kürbissen zu füllen, der mit geriebenen Amaretti versetzt wird.
Üblicherweise werden Tortelloni mit geschmolzener Butter und Salbeiblättern, aber auch mit Ragù alla bolognese serviert.